# Myrmidonistis hoplora
Myrmidonistis hoplora là một loài bướm đêm trong họ Crambidae.